# 新·甜心战士
《新·甜心战士》（新・キューティーハニー）是1994年4月21日至1995年11月21日发售的OVA共8集，電視動畫《甜心战士》的續作。

## 本作概要
伶俐的少女战士·甜心活跃的描述，根据东映TV动画作品的剧场版公开，TV动画也随即人气旺盛，之后，推出了同名的新系列版本。由永井豪担当角色设定，长冈康史担当导演。剧本由静谷伊佐夫来担当。
这部新系列是原作诞生的20年后的作品，当初企划时预定4集完结，由于大受观众们喜爱所以又预定为12集完结，由于协力制作公司破产所以只能决定8集就完结了。由于第8话剪辑的制作急促而中断后期的制作，同时第9话的剧本也已经完成，所以在DVD-BOX出品时，第9话被制作成了CD广播剧作为特典被封入。

## 内容简介
在邪恶的巢穴·角色扮演城里展开了新生的爱的战士·甜心战士VS邪恶根源多尔麦克的妖艳的战斗！超过激了的甜心变身的镜头是其中最大的看点！！！高度的品质也成为了完全创作版的话题。

## 主要声优的出演
- 如月甜心／甜心战士：根谷美智子
- 早见团兵卫：富田耕生
- 早见直庆：松本梨香
- 多尔麦克：屋良有作
- 右市长：速水奖
- 死亡明星：玉川纱己子
- 宝石公主：松井菜樱子
- 虚拟黑客：松本保典
- 秋夏子：岩男润子

## 工作人員
- 原作：永井豪（动态专业）
- 企划：永井隆、小出政雄、高桥尚子
- 制片人：栗山富郎、坂本雅憲
- 脚本：静谷伊佐夫 他
- 导演：長岡康史
- 作画监督・角色设定：堀内修
- 美术监督：坂本信人
- 音响监督：三間雅文
- 摄影：渡辺英俊
- 编辑：福光伸一
- 录音：池上信照
- 音乐：外山和彦
- 音乐制作人：细井虎雄 （ＯＦＦＩＣＥ　ＮＥＷＭＡＮ）
- 角色创造：永井豪
- 制作协力：スタジオジュニオ
- 制作：东映录像

## 各話列表
| 話數   | 中文標題                         | 日文標題 |
| ------ | -------------------------------- | -------- |
| Stage1 | 天使飘落                         |          |
| Stage2 | 宝石公主的甜蜜圈套               |          |
| Stage3 | 恶魔歌声的邀请                   |          |
| Stage4 | 甜心死了!?摩天大楼的圣战         |          |
| Stage5 | 黑暗军团篇・挑战！邪天空兽的獠牙 |          |
| Stage6 | 黑暗军团篇・妖媚的复仇鬼         |          |
| Stage7 | 黑暗军团篇・监狱里的邪恶俘虏     |          |
| Stage8 | 黑暗军团篇・黄金光辉的诱惑       |          |
| Stage9 | 圣诞节降落诅咒之雪               |          |
| 特別篇 | 天使的假日                       |          |

## 主题歌
OP主题歌
[甜心战士] （1～4集）
作词：クロードQ 作曲：渡辺岳夫 编曲：les5-4-3-2-1 歌：les5-4-3-2-1
[甜心战士]英语版 （5～8集）
作詞：クロードQ 訳詞：高尾直樹 作曲：渡辺岳夫 编曲：小西貴雄 歌：Mayukiss（平松まゆき）
ED主题歌
[小组·游戏] （1～4集）
作词：井出千昌 作曲：サリー久保田 编曲：les5-4-3-2-1 歌：les5-4-3-2-1
[再见的传说] （5～8集）
作词：只野菜摘 作曲：中村雅人 编曲：小西貴雄 歌：平松まゆき